# Order Of The Black
Order of the Black es el octavo álbum de estudio por la banda de Heavy metal Black Label Society. Fue lanzado en Norteamérica el 10 de agosto de 2010 a través de E1 Music. En Nueva Zelanda y Australia fue lanzado por Riot Entertainment y en Europa a través de Roadrunner Records. El primer sencillo "Parade of the Dead" fue lanzado el 16 de junio. El segundo sencillo del álbum titulado "Crazy Horse" fue lanzado 22 de junio. El 9 de agosto de 2010, el álbum fue publicado en AOL Music en su totalidad (menos los bonus tracks).
El lanzamiento llevará una edición exclusiva del álbum con un DVD Bonus de 50 minutos por un tiempo limitado. El DVD ofrece "Trakk by Trakk with Zakk", una visión canción por canción del álbum, donde Zakk Wylde habla acerca de su inspiración lírica y musical para sus canciones. También contará con una actuación en solitario de la canción "The Last Goodbye" del álbum "Shot to Hell" de 2006 y una gira exclusiva de BLS Bunker.
Order of the Black vendió alrededor de 33.000 copias en los Estados Unidos en su primera semana de lanzamiento para entrar en el Billboard 200 en la posición número 4. Para promover el nuevo álbum, Black Label Society llevó a cabo en Orange County Choppers un show gratuito grabado para un próximo episodio de American Chopper.

## Lista de canciones
| N.º | Título                  | Escritor(es) | Duración |  |
| 1.  | «Crazy Horse»           | Zakk Wylde   | 4:04     |  |
| 2.  | «Overlord»              | Zakk Wylde   | 6:05     |  |
| 3.  | «Parade of the Dead»    | Zakk Wylde   | 3:36     |  |
| 4.  | «Darkest Days»          | Zakk Wylde   | 4:17     |  |
| 5.  | «Black Sunday»          | Zakk Wylde   | 3:23     |  |
| 6.  | «Southern Dissolution»  | Zakk Wylde   | 4:56     |  |
| 7.  | «Time Waits for No One» | Zakk Wylde   | 3:36     |  |
| 8.  | «Godspeed Hellbound»    | Zakk Wylde   | 4:43     |  |
| 9.  | «War of Heaven»         | Zakk Wylde   | 4:09     |  |
| 10. | «Shallow Grave»         | Zakk Wylde   | 3:37     |  |
| 11. | «Chupacabra»            | Zakk Wylde   | 0:49     |  |
| 12. | «Riders of the Damned»  | Zakk Wylde   | 3:23     |  |
| 13. | «January»               | Zakk Wylde   | 2:21     |  |

Pistas exclusivas de Napster

| N.º | Título          | Escritor(es)  | Duración |  |
| 2.  | «Helpless»      | Neil Young    | 4:34     |  |
| 14. | «Junior's Eyes» | Black Sabbath | 5:24     |  |

Lanzamiento Internacional

| N.º | Título                   | Escritor(es) | Duración |  |
| 14. | «Can't Find My Way Home» | Blind Faith  | 3:37     |  |

Edición MP3 de Amazon.com

| N.º | Título                       | Escritor(es) | Duración |  |
| 14. | «Bridge Over Troubled Water» | Paul Simon   | 3:38     |  |

## Miembros
- Zakk Wylde: Primera voz, guitarra líder, piano
- Nick Catanese: Guitarra rítmica
- John DeServio: bajo, segunda voz
- Will Hunt: Batería

- Datos: Q1754936